# Johann Peilicke

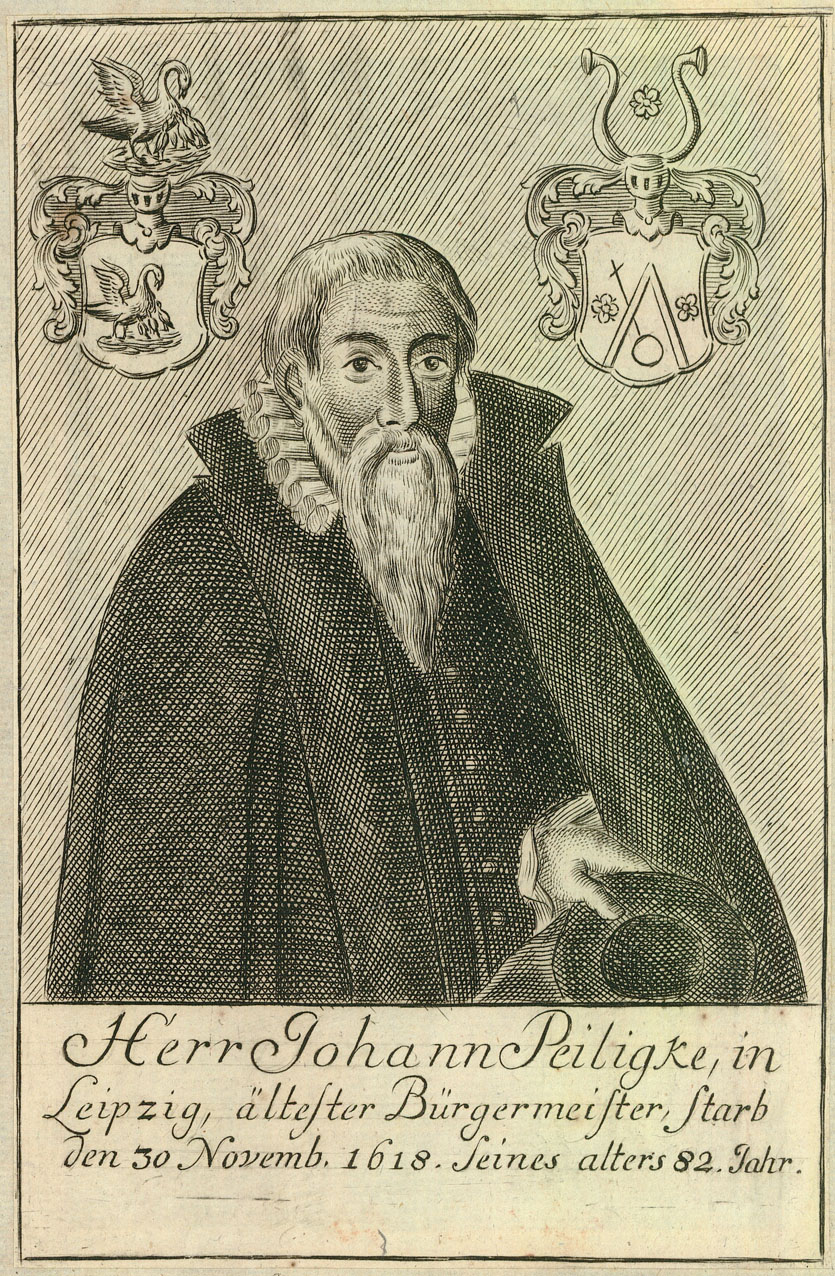
Bildnis Johann Peilickes um 1618 (Kupferstich), Stadtgeschichtliches Museum Leipzig, Inv.-Nr.: I A 357/1/386

Johann Peilicke (* 25. März 1536 in Leipzig; † 30. November 1618 ebenda) war ein sächsischer Jurist, Professor an der Universität Leipzig und zwischen 1602 und 1617 insgesamt sechsmal Bürgermeister der Stadt Leipzig.

## Leben
Johann Peilicke ist der Sohn des Leipziger Bürgermeisters Johann Wolfgang Peilicke (* 1511; † 1596). Peilicke studierte Rechtswissenschaften und wurde nach Abschluss des Studiums zum Dr. iur. promoviert.
Peilicke wurde 1576 Ratsherr in Leipzig. 1581 wurde er zum Stadtrichter, 1584 zum Baumeister und 1596 zum Scabinus ernannt. In den Jahren 1602, 1605, 1608, 1611, 1614 und 1617 war Peilicke Bürgermeister der Stadt Leipzig.
Außerdem war er Professor der Rechte an der Universität Leipzig und Assessor des Kurfürstlich Sächsischen Schöffenstuhls. Peilicke war Vorsteher der Leipziger Nikolaikirche.